# Wanda Quilhot
Wanda Quilhot (n.1929) es una bióloga chilena, reconocida por su trabajo de investigación en liquenología. Fue una de las primeras científicas a las que se permitió participar en investigaciones en la Antártida con el Consejo Internacional para la Ciencia, donde realizó investigaciones a partir de 1963. Tres especies de líquenes, Menegazzia wandae, Pseudocyphellaria wandae y Strigula wandae han sido nombradas en su honor. El Grupo Latinoamericano de Liquenología ha creado un premio en su nombre para reconocer la excelencia en la investigación en el campo de la liquenología.

## Primeros años
Nació en Chile en 1929. En su niñez soñaba con ser enfermera, pero después de un accidente infantil que la dejó en mal estado y la obligó a permanecer en cama durante cinco años, cambió de opinión. Incapaz de estudiar durante su confinamiento, cuando terminó su educación secundaria, Quilhot tenía veinticuatro años. En ese momento no se alentaba a las mujeres a obtener títulos universitarios, pero su tío, Octavio Palma, un destacado educador chileno, abogó por que siguiera estudiando. En 1955 se matriculó en cursos de biología y trabajó en el recién creado Instituto de Investigaciones Zoológicas, bajo la dirección de Guillermo Mann, terminando su carrera en 1959.

## Carrera
Ese mismo año, Quilhot comenzó a oficiar como profesora de biología y ciencias naturales en la Universidad de Chile, obteniendo una beca para asistir a la Universidad de París a estudiar fisiología vegetal y de algas en la Facultad de Ciencias. Luego de tres años, Wanda regresó a su país sin terminar sus estudios porque extrañaba a su familia. Entre 1963 y 1964, Quilhot y Nelly Lafuente se convirtieron en unas de las primeras mujeres en investigar en la Antártida. En 1952, el Consejo Internacional para la Ciencia comenzó a planificar el Año Geofísico Internacional 1957-1958 con la idea de incluir a mujeres científicas, y Lafuente y Quilhot fueron las dos primeras mujeres chilenas en trabajar en el Polo Sur. Trabajando para el Instituto Antártico Chileno en la Estación Bernado O'Higgins en el extremo noreste de la península, Lafuente evaluó la reproducción de las aves, mientras que Quihot se encargó de estudiar la fauna local.
La investigación de Quilhot se centró en la microfauna, las briofitas y los microorganismos formadores del suelo que estaban causando la degradación del mismo. La investigación que llevó a cabo en la Antártida le creó una fascinación por los líquenes, que se convirtió en el centro de su trabajo durante los siguientes cuarenta años. Ha estudiado con grupos de académicos internacionales investigando varias especies de líquenes en diversos ambientes altitudinales y latitudinales, examinando los diferentes efectos de la radiación UVA y UVB. Ha escrito más de 200 artículos en revistas científicas y tres especies de líquenes, Menegazzia wandae, Pseudocyphellaria wandae y Strigula wandae fueron nombradas en su honor.